# Wacuś
Wacuś – polski film komediowy z 1935 r. w reżyserii Michała Waszyńskiego. Film opowiada historię Tadeusza Rosołka (Adolf Dymsza), który pragnąc pomóc pięknej Kazi (Jadwiga Andrzejewska), wciela się w fikcyjną rolę brata Wacusia.

## Obsada
- Adolf Dymsza – Wacuś/Tadeusz
- Jadwiga Andrzejewska – Kazia
- Mieczysława Ćwiklińska – Centkowska
- Władysław Grabowski – Łęcki
- Klemens Mielczarek – uczeń
- Jerzy Marr
- Józef Orwid
- Eugeniusz Koszutski
- Irena Skwierczyńska
- Konrad Tom
- Chór Dana
- Feliks Chmurkowski – nauczyciel